# توربن نيومان
توربن نيومان (بالألمانية: Torben Neumann)‏ هو مجدف ألماني، ولد في 11 يوليو 1991.

## وصلات خارجية
- توربن نيومان على موقع الاتحاد الدولي للتجديف (الإنجليزية)